# Kalianyar (Tamanan)
Kalianyar is een bestuurslaag in het regentschap Bondowoso van de provincie Oost-Java, Indonesië. Kalianyar telt 4475 inwoners (volkstelling 2010).